# Alphastudentenverenigingen
De Christelijke Studentenvereniging Alpha of ook wel kortweg Alpha Landelijk was een christelijke studentenvereniging met zeven afdelingen voor studenten in het hoger beroepsonderwijs in Nederland. Deze afdelingen zijn als zelfstandige verenigingen aangesloten in het verband Ichthus Landelijk

## Landelijk
In het jaar 2009 is het bestuur van Alpha Landelijk omgezet in de Alpha Raad. De Alpha Raad is het overkoepelende orgaan van de diverse Alphastudentenverenigingen, en vormt een van de bloedgroepen binnen IFES-Nederland. Landelijke activiteiten van de Alpha studentenverenigingen zijn het jaarlijks Alpha Landelijk Weekend, Liftrace en het Alpha Landelijk Gala. Verder ondersteunt de Alpha Raad met hulp van daarvoor benoemde stafmedewerkers van de IFES zo veel mogelijk de plaatselijke verenigingen. In de praktijk is IFES niet praktisch aanwezig voor de leden van de verenigingen.
In 2013 werd er een begin gemaakt met de fusie tussen Alpha Landelijk en Ichthus Landelijk. Vanaf mei 2014 bestaat Alpha Landelijk niet meer en zijn alle Alpha verenigingen geïntegreerd in Ichthus Landelijk.

## Verschillende Alphaverenigingen
Alphaverenigingen bevonden zich in studentensteden waar geen universiteiten gevestigd zijn. De tien verenigingen bevonden zich in Arnhem, 's-Hertogenbosch, Breda, Den Haag, Deventer, Dronten, Ede, Haarlem, Leeuwarden en Zwolle. Alpha kenmerkte zich door haar informele en interkerkelijke karakter. Daarmee waren de verenigingen goed te vergelijken met Ichthusverenigingen, iets dat de door de fusie alleen maar bevestigd wordt. De Alphaverenigingen waren aangesloten bij IFES-Nederland, na de fusie met Ichthus is dit niet veranderd, aangezien ook alle Ichthusverenigingen lid zijn van IFES-Nederland.